# Norio Omura
Norio Omura (* 6. září 1969) je bývalý japonský fotbalista.

## Reprezentační kariéra
Norio Omura odehrál 30 reprezentačních utkání. S japonskou reprezentací se zúčastnil Mistrovství světa 1998.

## Statistiky
| Japonsko | Japonsko | Japonsko |
| Roky     | Záp.     | Góly     |
| -------- | -------- | -------- |
| 1995     | 4        | 0        |
| 1996     | 12       | 2        |
| 1997     | 10       | 2        |
| 1998     | 4        | 0        |
| Celkem   | 30       | 4        |